# الزيل (السياني)

تعديل مصدري - تعديل

الزيل محلة تابعة لقرية ذي المحاسن، التابعة لعزلة النقيلين بمديرية السياني إحدى مديريات محافظة إب في الجمهورية اليمنية.، بلغ تعداد سكانها 555 حسب تعداد اليمن لعام 2004.